# 1737
1737 (MDCCXXXVII) a fost un an obișnuit al calendarului gregorian, care a început într-o zi de luni.

## Evenimente
- Se deschide primul spital din Timișoara, cel al călugărilor mizericordieni.

## Nașteri
- 2 iunie: Ernst August al II-lea, Duce de Saxa-Weimar (d. 1758)
- 26 decembrie: Prințul Josias de Saxa-Coburg, nobil german, general în armata austriacă (d. 1815)

## Decese
- 12 martie: Karl Alexander, Duce de Württemberg, 52 ani (n. 1684)
- 26 octombrie: Rinaldo d'Este, Duce de Modena, 82 ani (n. 1655)
- 20 noiembrie: Carolina de Ansbach (n. Wilhelmina Charlotte Caroline), 54 ani, soția regelui George al II-lea al Marii Britanii (n. 1683)